# Платон, Руслан Сергеевич
Русла́н Серге́евич Плато́н (укр. Руслан Сергійович Платон; род. 12 января 1982, Снячев, Черновицкая область) — украинский футболист, нападающий. Тренер.

## Биография
С 1996 по 1999 год учился в киевском Республиканском высшем училище физической культуры, а с 1999 по 2004 год — во Львовском национальном университете имени Ивана Франко.
Профессиональную карьеру начал в черновицкой «Буковине». За клуб в 2000—2001 годах сыграл 39 матчей (3 гола). В 2001 году перешёл в команду «Карпаты» (Львов). Сначала в основном составе играл немного, в основном выходил на замену, больше выступал за «Карпаты-2». Однако когда львовский клуб выступал в первой лиге, он стал основным нападающим и провел более 60 матчей. Всего за все «карпатовские» команды забил свыше 30-ти голов.
В 2007 году перешёл в ФК «Харьков». Он должен был заменить в нападении Александра Гладкого, ушедшего в донецкий «Шахтёр». Второй круг чемпионата 2007/08 провёл за «Закарпатье» на правах аренды, отыграл 11 матчей и забил 2 мяча.
В июле 2009 года подписал контракт с «Таврией» и играл в команде три года, проведя за это время 53 матча, в которых забил 12 голов, стал обладателем Кубка Украины 2010 года.
В июле 2012 года контракт игрока с клубом завершился и не был продлен, и уже в августе Платон вернулся в родную «Буковину». В клубе сразу стал основным бомбардиром, забив за сезон в 25 матчах чемпионата 16 голов, чем помог команде занять 4 место в Первой лиге.
27 июня 2013 года был объявлен игроком «Металлурга», который покинул в конце 2015 года в связи с процессом ликвидации клуба. 18 января 2016 года стало известно, что футболист ведёт переговоры о трудоустройстве с рядом клубов, в том числе из стран как ближнего, так и дальнего зарубежья.
В марте 2016 стал игроком симферопольского «ТСК-Таврия», который выступает в Премьер-лиге Крымского футбольного союза под эгидой УЕФА. После окончания сезона 2016/17 завершил карьеру игрока и стал тренером клуба «ТСК-Таврия». В январе 2018 года подал в отставку вместе с другими членами тренерского штаба. Позже стал играющим тренером клуба «Артек» (Ялта) выступающего в любительском чемпионате Крыма. В ноябре 2018 года покинул «Артек» вместе с всеми ведущими игроками и в феврале 2019 года стал игроком клуба «Фаворит В.Д-Кафа» выступающим также в любительском чемпионате Крыма.
Тренер по технике в Академии футбола Крыма.

## Достижения
- Обладатель Кубка Украины: 2009/10
- Серебряный призёр Первой лиги Украины: 2005/06
- Победитель Второй лиги Украины: 1999/00

## Статистика
| Сезон            | Клуб                  | Лига                 | Чемпионат | Чемпионат | Кубок | Кубок | Дубль | Дубль | Еврокубки | Еврокубки |
| Сезон            | Клуб                  | Лига                 | Игры      | Голы      | Игры  | Голы  | Игры  | Голы  | Игры      | Голы      |
| ---------------- | --------------------- | -------------------- | --------- | --------- | ----- | ----- | ----- | ----- | --------- | --------- |
| 1999/00          | Буковина              | Вторая лига Украины  | 8         | 0         | 0     | 0     | —     | —     | —         | —         |
| 2000/01          | Буковина              | Первая лига Украины  | 31        | 3         | 1     | 0     | —     | —     | —         | —         |
| 2001/02          | Карпаты (Львов)       | Высшая лига Украины  | 2         | 0         | 2     | 0     | —     | —     | —         | —         |
| 2001/02          | → Карпаты-2           | Первая лига Украины  | 31        | 5         | —     | —     | —     | —     | —         | —         |
| 2001/02          | → Карпаты-3           | Вторая лига Украины  | 9         | 3         | —     | —     | —     | —     | —         | —         |
| 2002/03          | Карпаты (Львов)       | Высшая лига Украины  | 2         | 0         | 0     | 0     | —     | —     | —         | —         |
| 2002/03          | → Карпаты-2           | Первая лига Украины  | 26        | 8         | —     | —     | —     | —     | —         | —         |
| 2002/03          | → Карпаты-3           | Вторая лига Украины  | 3         | 3         | —     | —     | —     | —     | —         | —         |
| 2003/04          | Карпаты (Львов)       | Высшая лига Украины  | 14        | 0         | 0     | 0     | —     | —     | —         | —         |
| 2003/04          | → Карпаты-2           | Первая лига Украины  | 19        | 5         | —     | —     | —     | —     | —         | —         |
| 2003/04          | → Карпаты-3           | Вторая лига Украины  | 1         | 0         | —     | —     | —     | —     | —         | —         |
| 2004/05          | Карпаты (Львов)       | Первая лига Украины  | 31        | 4         | 3     | 0     | —     | —     | —         | —         |
| 2005/06          | Карпаты (Львов)       | Первая лига Украины  | 31        | 6         | 3     | 1     | —     | —     | —         | —         |
| 2006/07          | Карпаты (Львов)       | Высшая лига Украины  | 14        | 0         | 1     | 0     | 13    | 6     | —         | —         |
| 2007/08          | Харьков               | Высшая лига Украины  | 13        | 1         | 3     | 1     | 1     | 0     | —         | —         |
| 2007/08          | Закарпатье            | Высшая лига Украины  | 11        | 2         | 0     | 0     | 0     | 0     | —         | —         |
| 2008/09          | Харьков               | Премьер-лига Украины | 26        | 4         | 1     | 1     | 1     | 0     | —         | —         |
| 2009/10          | Таврия                | Премьер-лига Украины | 21        | 2         | 3     | 4     |       |       | —         | —         |
| 2010/11          | Таврия                | Премьер-лига Украины | 17        | 6         | 1     | 0     | 5     | 3     | 1         | 0         |
| 2011/12          | Таврия                | Премьер-лига Украины | 10        | 0         | 0     | 0     | 8     | 4     | —         | —         |
| 2012/13          | Буковина              | Первая лига Украины  | 25        | 16        | 0     | 0     | —     | —     | —         | —         |
| 2013/14          | Металлург (Запорожье) | Премьер-лига Украины | 13        | 1         | 1     | 1     | 1     | 0     | —         | —         |
| 2014/15          | Металлург (Запорожье) | Премьер-лига Украины | 16        | 5         | 1     | 0     | 0     | 0     | —         | —         |
| 2015/16          | Металлург (Запорожье) | Премьер-лига Украины | 10        | 2         | 0     | 0     | 0     | 0     | —         | —         |
| Всего за карьеру | Всего за карьеру      | Всего за карьеру     | 384       | 76        | 20    | 8     | 29    | 13    | 1         | 0         |